# Pealius spinosus
Pealius spinosus là một loài côn trùng cánh nửa trong họ Aleyrodidae, phân họ Aleyrodinae.
Pealius spinosus được Jesudasan & David miêu tả khoa học đầu tiên năm 1991.